# Jörg Puttlitz
Jörg Puttlitz, född den 25 augusti 1952 i Hagen i Tyskland, är en västtysk roddare.
Han tog OS-brons i fyra utan styrman i samband med de olympiska roddtävlingarna 1988 i Seoul.